# Arendsdorp
Arendsdorp is het restant van een oud landgoed en een buitenplaats, gelegen in het Rijksbeschermd stadsgezicht Benoordenhout in Den Haag. Op aan dit landgoed onttrokken delen werd een aanzienlijk deel van de wijk Benoordenhout gebouwd.

## Geschiedenis
In 1586 kocht jonkheer Arend van Dorp een stuk land met een boerenhoeve. Hij ging in het voorhuis wonen van de boerderij, de rest werd verpacht. Rond 1650 werd een apart paviljoen gebouwd, dat als buitenverblijf ging dienen. Dit achtkantige paviljoen van twee lagen onder een door pannen afgedekt tentdak, wordt sinds de twintigste eeuw de 'koepel' genoemd. In 1737 was er een huis, een koetshuis, een portierswoning en tuinmanshuis, beiden uit circa 1700, een sterrenbos, een boomgaard, een moestuin en een visvijver, die tot op heden nauwelijks is veranderd. Het tuinmanshuis heet 'De Rietjes'.
In 1845 werd Arendsdorp met het ernaast gelegen Oostduin verenigd. Oostduin was in 1560 al aangelegd, maar werd pas in 1810 'Oostduin' genoemd. Het landhuis op Oostduin werd in de oorlog door een V2 getroffen en werd in 1946 afgebroken. Marie gravin van Bylandt, de laatste bewoonster, gaf bij de verkoop van het grootste deel van haar landgoed aan dat er één flatgebouw voor senioren gebouwd mocht worden, waar ze zelf later ook heeft gewoond. Hoewel het gebied vooral voor kleinschalige woningbouw bestemd moest worden en er geheel geen kantoren mochten verrijzen, stond de gemeente dat al vanaf het begin toe. De gravin verzette zich tegen de gemeente en vocht onder meer het stadsuitbreidingsplan uit 1911 aan.

## Huidige staat
Het portiershuisje uit circa 1700 aan de Wassenaarseweg en het smeedijzeren toegangshek zijn er nog. Ook het tuinmanshuis, eveneens gelegen bij de Wassenaarseweg, is vanaf de straat te zien. Hierin is nu het kantoor van de M.A.O.C. gravin van Bylandt Stichting. 
Oostduin en een deel van Arendsdorp zijn sinds de twintigste eeuw eigendom van de Stichting Oostduin, de rest wordt door de gemeente beheerd. Het park is sinds 1958 permanent opengesteld voor het publiek. Sinds omstreeks 1930 was dat al incidenteel het geval.
Aan de rand van het park staat de serviceflat Arendsdorp, gebouwd in 1972. De serviceflat werd in 2014 gesloten.

## Flora en fauna
Arendsdorp kent onder meer de volgende plantensoorten: steenbreekvaren, zwartsteel, tongvaren, gele helmbloem, klein glaskruid, prachtklokje, ruig klokje, zomerklokje en veldsalie, grasklokje, akkerklokje, brede wespenorchis en gewone vogelmelk, alsmede de daslook.
De volgende amfibieënsoorten komen er voor: de kleine watersalamander, bruine kikker, bastaardkikker en gewone pad, alsmede de beschermde kamsalamander, vroedmeesterpad, rugstreeppad en boomkikker. Van de grondgebonden zoogdieren zijn aanwezig de veldmuis, mol, egel en eekhoorn, alsmede de beschermde boommarter. Van de ongewervelden is nog noemenswaardig de aanwezigheid van de beschermde wijngaardslak.

## Trivia
- Aan de Benoordenhoutseweg staat het 'Van Bylandthuis'; dit kantoorgebouw staat tegenover het Haagse Bos en is in 1999 gerenoveerd. Het gebouw was oorspronkelijk het hoofdkantoor van het Algemeen Burgerlijk Pensioenfonds. Daarna heeft het Ministerie van Binnenlandse Zaken er een Rijksopleidingsinstituut in onderbracht. Reed Business International huurde later het van Bylandthuis.

## Galerij

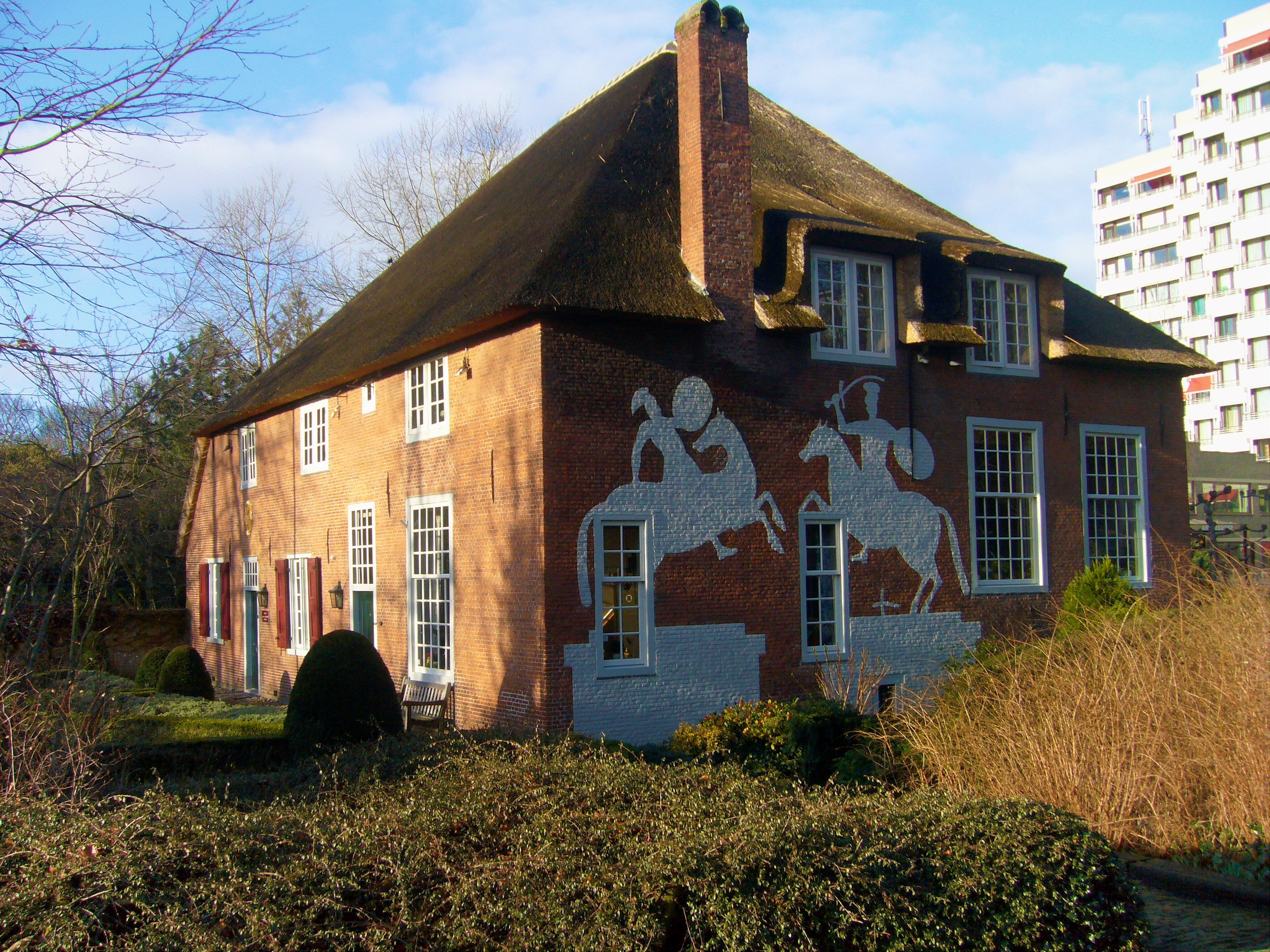
Tuinmanshuis 'De Rietjes'
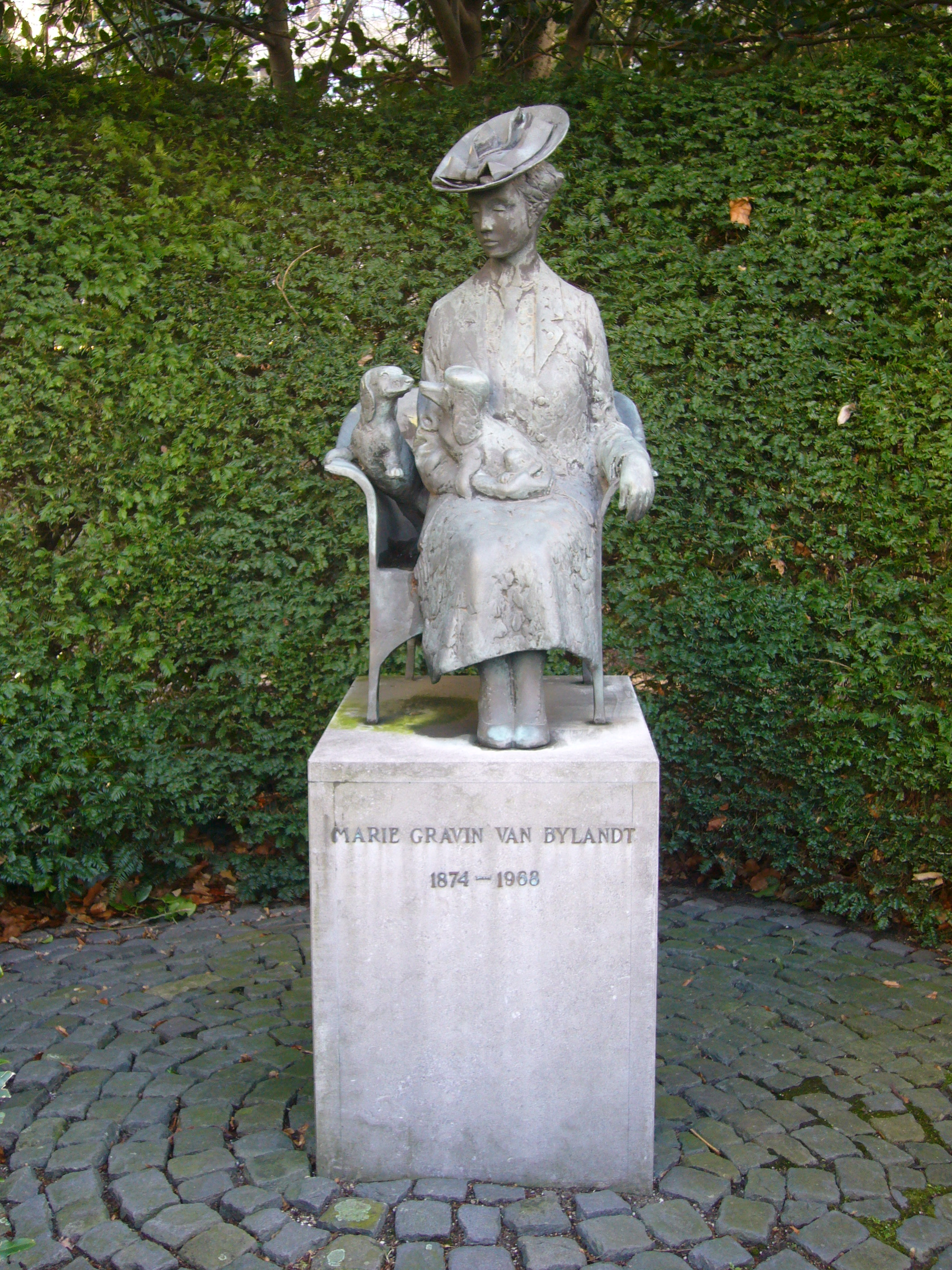
Marie gravin van Bylandt (1987, Evert den Hartog)
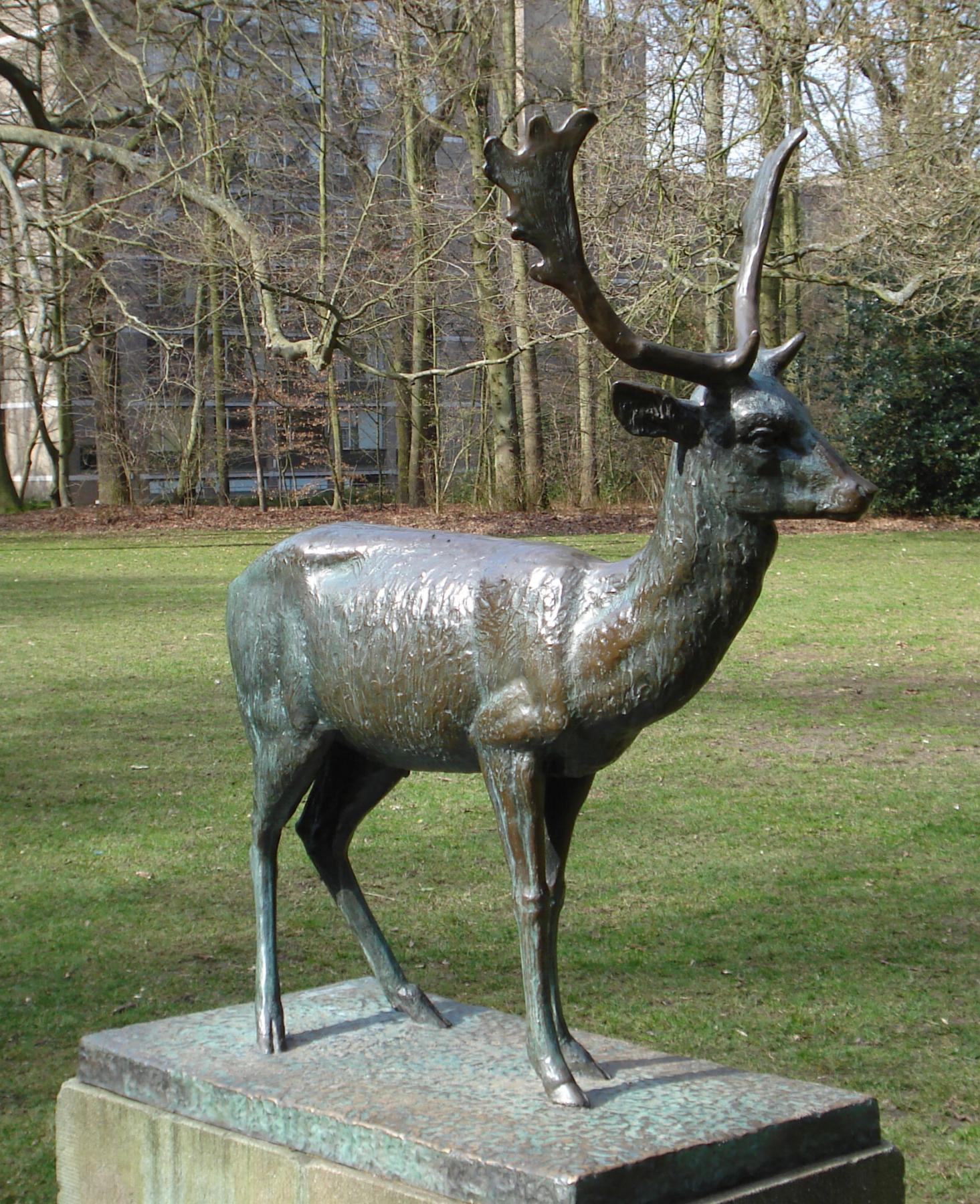
Edelhert (1949, Kees de Kruijff)